# Mohora
Mohora is een plaats (község) en gemeente in het Hongaarse comitaat Nógrád. Mohora telt 983 inwoners (2001).